# FC Winterthur/Saison 2013/14
Dieser Artikel hat den FC Winterthur in der Saison 2013/14 zum Thema. Der FC Winterthur erreichte in dieser Saison in der Challenge League den 6. Platz und schied im Schweizer Cup bereits in der 1. Runde gegen den SC Brühl St. Gallen aus.

## Saisonverlauf

### Vorbereitung
Mit den dem Aussenverteidiger Simon Grether, der den zum FC Vaduz abgewanderten Nick von Niederhäusern ersetzt sowie dem zuletzt vereinslosen Abwehrspieler Patrik Baumann startete der FCW in die Vorbereitung zur Saison 2013/14. Patrik Baumann kann man als Ersatz für Beg Ferati werten, der sich nach einer halben Saison bei Winterthur in Richtung Sion verabschiedete. Als weiterer Neuer kam im Verlauf der Vorbereitung Gianluca D’Angelo, ein defensiver Mittelfeldspieler des AC Bellinzona, der auch beim FCW durch seine bereits bekannte Härte auffallen wird. Ebenfalls vom konkursiten Bellinzona wurde der Stürmer Antonio Marchesano verpflichtet. Als letzte Neuverpflichtung ist noch Davide D’Acunto zu nennen, ebenfalls ein defensiver Mittelfeldspieler vom FC Schaffhausen. Dazu kehrt der Torhüter Sascha Studer nach einem Jahr Leihe auf die Schützenwiese zurück. Die Testspielbilanz in der Vorbereitungen war nicht schlecht, in der Hauptprobe gegen den BSC Young Boys in Bern erreichte der Verein ein 1:1.
Zum Saisonziel schrieb der Landbote vor dem ersten Spiel, dass dies eigentlich «nur der Aufstieg» sein kann. Dieses Ziel wurde auch von Offensivspieler Patrick Bengondo entsprechend formuliert sowie auch von Trainer Boro Kuzmanovic am Ende der vorangegangenen Saison. Von den Stammspielern der vorangegangenen Saison hatte einzig Beg Ferati den Verein verlassen. Im Vergleich zur Vorjahressaison hatte Winterthur in der Defensive jedoch mehr Möglichkeiten.

### Hinrunde
Der FC Winterthur startete mit zwei Niederlagen in die neue Saison und konnte die hohen Erwartungen vorweg nicht erfüllen. Nach vier Spielen und sechs Punkten war die Mannschaft laut Trainer Kuzmanovic noch zu «wacklig» und anfällig, die Mannschaft liess gemäss Landboten die «Stabilität eines Spitzenteams» missen. Passend zu dieser Bilanz schied der FCW auch in der ersten Runde gegen den SC Brühl St. Gallen vorzeitig aus dem Schweizer Cup aus. Auch in der restlichen Hinrunde kam der FCW nicht mehr auf die Beine und reihte sich im Mittelfeld ein, wo er die Hinrunde auf dem 5. Platz beendete. Nach 18 Spielen lag Winterthur damit 11 Punkte hinter dem Tabellenleader FC Vaduz.
Der Landbote bilanzierte dem FCW am Ende eine «verkorkste» Hinrunde. In der Einzelkritik des Landboten schnitt vor allem Christian Leite schlecht ab, der nach einer Verletzungspause den Einstieg in die Saison nicht fand. Gut benotet wurden jedoch Luca Radice und Marco Aratore, der als «Spieler der Vorrunde» bezeichnet wurde.

### Rückrunde
Die Rückrunde begann obligat mit den Hallenmasters 2014, die der FCW nach einem 7:0-Sieg gegen den FC Aarau auf dem 3. Platz beendete. Als gewichtiger Abgang verliess Luca Radice nach über sieben Jahren den FC Winterthur, er hatte ein Angebot der Aarauer erhalten. Hingegen zurückgekehrt aus Toronto ist Jonas Elmer, der es dort lediglich zu drei Einsätzen brachte. Weitere Verpflichtungen in der Winterpause waren der zuvor vereinslose Verteidiger Paulinho, Fabian Ritter vom FC Basel als potenzieller Ersatz für Radice und der Stürmer und ehemalige GC-Junior Genc Krasniqi. Die Vorbereitung war eher mässig mit einer 0:3- respektive 0:4-Niederlage gegen GC sowie Erzgebirge Aue. Auch Trainer Kuzmanovic meinte, dass er «schon zufriedener gewesen sei nach einer Vorbereitung».
Der FCW startete verhalten in die Rückrunde mit vier Punkten aus vier Spielen. Bereits nach Rückrundenbeginn wurde der Abgang von Remo Freuler bekannt, er hat den FCW in Richtung Luzern verlassen. Dafür verpflichteten die Winterthurer bis Ende Februar noch die beiden Mittelfeldspieler Tunahan Çiçek (zuvor vereinslos) sowie Amin Tighazoui (von Vaduz). Besser wurde die Rückrunde für den FCW mit ihrer Dauer jedoch nicht, mit gerade einmal zwei Siegen und je acht Unentschieden und Niederlagen war die Rückrundenbilanz miserabel. Der Landbote bilanzierte dementsprechend am Schluss auch ein «Jahr des klaren Rückschritts» und stellte auch wiederholt die Trainerfrage – der FCW zeigte in den fünf Jahren unter der Leitung des Trainers sein bisher schlechtestes Halbjahr. Die genannte Trainerfrage sollte sich jedoch erst relativ spät in der Vorbereitung zur neuen Saison klären. Der beste Spieler in der Einzelbewertung des Landboten, Marco Aratore, wird den FCW auf die neue Saison hin Richtung St. Gallen verlassen.

## Kader Saison 2013/14
Kader, basierend auf Angaben der Webseite der Swiss Football League (SFL), abgerufen am 11. Februar 2017. Die Rückennummern sind vom «FC Winterthur Klubarchiv», abgerufen ebenfalls am 11. Februar 2017.
| Nummer     | Spieler             | Geburtstag         | Nationalität | Im Team seit | Letzter Verein              |     |     |
| Tor        | Tor                 | Tor                | Tor          | Tor          | Tor                         | Tor | Tor |
| ---------- | ------------------- | ------------------ | ------------ | ------------ | --------------------------- | --- | --- |
| 1          | Christian Leite     | 9. November 1985   | Brasilien    | 2010         | FC Gossau                   |     |     |
| 28         | Sascha Studer       | 3. September 1991  | Schweiz      | 2013         | SV Babelsberg 03 (GER)      |     |     |
| 32         | Matthias Minder     | 3. Februar 1993    | Schweiz      | 2012         | eigene Jugend               |     |     |
| Abwehr     |                     |                    |              |              |                             |     |     |
| 2          | Sawwas Exouzidis    | 4. Dezember 1981   | Griechenland | 2011         | Diagoras GS Rodos (GRE)     |     |     |
| 3          | Paulinho            | 14. Juli 1982      | Brasilien    | 2013         | FC Lugano                   |     |     |
| 5          | Stefan Iten         | 5. Februar 1985    | Schweiz      | 2009         | FC Vaduz                    |     |     |
| 6          | Daniel Sereinig     | 10. Mai 1982       | Schweiz      | 2010         | SC Freiburg (GER)           |     |     |
| 14         | Simon Grether       | 20. Mai 1992       | Schweiz      | 2013         | AC Bellinzona               |     |     |
| 15         | Patrik Schuler      | 14. März 1990      | Schweiz      | 2009         | eigene Jugend               |     |     |
| 16         | Jonas Elmer         | 28. Februar 1988   | Schweiz      | 2014         | FC Toronto (USA)            |     |     |
| 17         | Patrik Baumann      | 29. Juli 1986      | Schweiz      | 2013         | vereinslos                  |     |     |
| 25         | Manuel Akanji       | 19. Juli 1995      | Schweiz      | 2015         | eigene Jugend               |     |     |
| 27         | Tobias Schättin     | 5. Juni 1997       | Schweiz      | 2014         | eigene Jugend               |     |     |
| 30         | Fabian Ritter       | 25. September 1991 | Schweiz      | 2014         | FC Basel U21                |     |     |
| Mittelfeld |                     |                    |              |              |                             |     |     |
| 4          | Nicola Zuffi        | 19. Februar 1992   | Schweiz      | 2012         | eigene Jugend               |     |     |
| 7          | Kristian Kuzmanovic | 6. Mai 1988        | Niederlande  | 2008         | eigene Jugend               |     |     |
| 8          | Remo Freuler        | 15. April 1992     | Schweiz      | 2012         | Grasshopper Club Zürich     |     |     |
| 10         | Amin Tighazoui      | 20. April 1989     | Frankreich   | 2014         | FC Vaduz                    |     |     |
| 13         | Gianluca D’Angelo   | 13. März 1991      | Schweiz      | 2013         | AC Bellinzona               |     |     |
| 19         | Mario Budimir       | 25. Januar 1995    | Schweiz      | 2012         | eigene Jugend               |     |     |
| 20         | Davide D’Acunto     | 1. Oktober 1990    | Italien      | 2013         | FC Schaffhausen             |     |     |
| 21         | Denis Simijonovic   | 24. August 1992    | Schweiz      | 2012         | Grasshopper Club Zürich     |     |     |
| 22         | Marco Aratore       | 4. Juni 1991       | Schweiz      | 2013         | FC Basel U21                |     |     |
| 23         | Antonio Marchesano  | 18. Januar 1991    | Schweiz      | 2013         | AC Bellinzona               |     |     |
| 24         | Luca Radice         | 9. April 1987      | Italien      | 2006         | Inter Club Zurigo           |     |     |
| 29         | Tunahan Çiçek       | 12. Mai 1992       | Türkei       | 2013         | FC St. Gallen U21           |     |     |
| 26         | Ariel Abed Dakouri  | 25. Dezember 1992  | Schweiz      | 2012         | Grasshopper Club Zürich U21 |     |     |
| Angriff    |                     |                    |              |              |                             |     |     |
| 9          | Patrick Bengondo    | 27. September 1981 | Schweiz      | 2011         | FC Winterthur               |     |     |
| 11         | Janko Pacar         | 18. August 1990    | Schweiz      | 2013         | FC Luzern                   |     |     |
| 24         | Genc Krasniqi       | 12. Februar 1994   | Schweiz      | 2014         | Grasshopper Club Zürich U21 |     |     |
| 26         | Kevin Hediger       | 23. Oktober 1993   | Schweiz      | 2011         | eigene Jugend               |     |     |
| 31         | Simon Mesonero      | 10. Juni 1995      | Schweiz      | 2013         | eigene Jugend               |     |     |

## Transfers
Transfers, basierend unter anderem auf Angaben der Webseite der Swiss Football League (SFL), abgerufen am 12. Februar 2017
| Zugänge                | Zugänge                     | Zugänge                | Zugänge         |
| Name                   | abgebender Verein           | Transferart            | Transferperiode |
| ---------------------- | --------------------------- | ---------------------- | --------------- |
| Patrik Baumann         | vereinslos                  | ablösefrei             | Sommer 2013     |
| Davide D’Acunto        | FC Schaffhausen             | ablösefrei             | Sommer 2013     |
| Gianluca D’Angelo      | AC Bellinzona               | ?                      | Sommer 2013     |
| Simon Grether          | AC Bellinzona               | Leihe (FC Basel)       | Sommer 2013     |
| Antonio Marchesano     | AC Bellinzona               | ablösefrei             | Sommer 2013     |
| Sascha Studer          | SV Babelsberg 03            | Leihende               | Sommer 2013     |
| Tunahan Çiçek          | vereinslos                  | ablösefrei             | Winter 2014     |
| Jonas Elmer            | FC Toronto                  | ablösefrei             | Winter 2014     |
| Genc Krasniqi          | Grasshopper Club Zürich U21 | Leihe                  | Winter 2014     |
| Paulinho               | vereinslos                  | ablösefrei             | Winter 2014     |
| Fabian Ritter          | FC Basel                    | Leihe                  | Winter 2014     |
| Amin Tighazoui         | FC Vaduz                    | ?                      | Winter 2014     |
| Abgänge                |                             |                        |                 |
| Name                   | aufnehmender Verein         | Transferart            | Transferperiode |
| Jonas Elmer            | FC Toronto                  | ablösefrei             | Sommer 2014     |
| Beg Ferati             | FC Sion                     | Leihende (SC Freiburg) | Sommer 2014     |
| Ben Newton Katanha     | vereinslos                  | ablösefrei             | Sommer 2014     |
| Altin Osmani           | FC Biel                     | ablösefrei             | Sommer 2014     |
| Luca Russheim          | FC Tuggen                   | ablösefrei             | Sommer 2014     |
| Michel Sprunger        | FC Thalwil                  | ablösefrei             | Sommer 2014     |
| Nick von Niederhäusern | FC Vaduz                    | ablösefrei             | Sommer 2014     |
| Remo Freuler           | FC Luzern                   | Transfer               | Winter 2014     |
| Luca Radice            | FC Aarau                    | Transfer               | Winter 2014     |

## Resultate

### Challenge League

#### Hinrunde
| 15. Juli 2013, 19:45 Uhr 1. Runde | FC Schaffhausen | 2:1            | FC Winterthur               | Stadion Breite, Schaffhausen Zuschauer: 2'595 Schiedsrichter: Erlachner |
| 15. Juli 2013, 19:45 Uhr 1. Runde | Rossini 38′ 87′ | Spieltelegramm | 55′ Bengondo 57′ Kuzmanovic | Stadion Breite, Schaffhausen Zuschauer: 2'595 Schiedsrichter: Erlachner |

| 20. Juli 2013, 17:45 Uhr 2. Runde | FC Biel                                                   | 2:1            | FC Winterthur          | Stadion Gurzelen, Biel Zuschauer: 1'580 Schiedsrichter: Gut |
| 20. Juli 2013, 17:45 Uhr 2. Runde | Di Nardo 60′ (Penalty) 90+2′ Miani 67′ 90+5′ Pazeller 80′ | Spieltelegramm | 35′ Bengondo 80′ Pacar | Stadion Gurzelen, Biel Zuschauer: 1'580 Schiedsrichter: Gut |

| 27. Juli 2013, 17:45 Uhr 3. Runde | FC Winterthur                       | 1:0            | FC Chiasso | Stadion Schützenwiese, Winterthur Zuschauer: 1'900 Schiedsrichter: Superczynski |
| 27. Juli 2013, 17:45 Uhr 3. Runde | D’Angelo 47′ Iten 53′ Baumann 90+1′ | Spieltelegramm | 68′ Adão   | Stadion Schützenwiese, Winterthur Zuschauer: 1'900 Schiedsrichter: Superczynski |

| 3. August 2013, 17:45 Uhr 4. Runde | FC Winterthur                                           | 3:2            | FC Locarno                   | Stadion Schützenwiese, Winterthur Zuschauer: 2'000 Schiedsrichter: Schnyder |
| 3. August 2013, 17:45 Uhr 4. Runde | Bengondo 5′ Radice 13′ Aratore 53′ Iten 61′ Baumann 70′ | Spieltelegramm | 25′ Begzadic 62′ 88′ Hassell | Stadion Schützenwiese, Winterthur Zuschauer: 2'000 Schiedsrichter: Schnyder |

| 11. August 13, 16:00 Uhr 5. Runde | FC Vaduz                                                                 | 4:0            | FC Winterthur                                       | Rheinpark Stadion, Vaduz Zuschauer: 1'278 Schiedsrichter: Schärer |
| 11. August 13, 16:00 Uhr 5. Runde | Neumayr 9′ Tighazoui 22′ Sutter 38′ 64′ Ryong 41′ Cecchini 54′ Jehle 82′ | Spieltelegramm | 34′ D’Angelo 43′ Aratore 53′ Freuler 63′ Kuzmanovic | Rheinpark Stadion, Vaduz Zuschauer: 1'278 Schiedsrichter: Schärer |

| 24. August 2013, 17:45 Uhr 6. Runde | FC Lugano                          | 0:3            | FC Winterthur                                                             | Stadio Cornaredo, Lugano Zuschauer: 1'578 Schiedsrichter: Amhof |
| 24. August 2013, 17:45 Uhr 6. Runde | Maffi 33′ Urbano 43′ Bottani 45+3′ | Spieltelegramm | 9′ Baumann 44′ (Penalty) Kuzmanovic 60′ Bengondo 68′ Aratore 82′ D’Angelo | Stadio Cornaredo, Lugano Zuschauer: 1'578 Schiedsrichter: Amhof |

| 2. September 2013, 19:45 Uhr 7. Runde | FC Winterthur             | 1:2            | FC Wil                                              | Stadion Schützenwiese, Winterthur Zuschauer: 3'300 Schiedsrichter: Gut |
| 2. September 2013, 19:45 Uhr 7. Runde | Aratore 23′ Schuler 90+3′ | Spieltelegramm | 39′ 76′ Tahirovic 51′ Platero 86′ Taipi 90+3′ Lekaj | Stadion Schützenwiese, Winterthur Zuschauer: 3'300 Schiedsrichter: Gut |

| 21. September 2013, 17:45 Uhr 8. Runde | FC Winterthur                                    | 1:1            | Servette Genf                                                       | Stadion Schützenwiese, Winterthur Zuschauer: 3'200 Schiedsrichter: Gut |
| 21. September 2013, 17:45 Uhr 8. Runde | Aratore 6′ Bengondo 26′ D’Angelo 68′ Freuler 70′ | Spieltelegramm | 34′ Mfuyi 38′ Sauthier 73′ Bua 77′ Pasche 89′ Tréand 90+2′ Markovic | Stadion Schützenwiese, Winterthur Zuschauer: 3'200 Schiedsrichter: Gut |

| 26. September 2013, 19:45 Uhr 9. Runde | FC Wohlen                                            | 0:3            | FC Winterthur                         | Stadion Niedermatten, Wohlen Zuschauer: 850 Schiedsrichter: Fähndrich |
| 26. September 2013, 19:45 Uhr 9. Runde | Bühler 36′ Nikic 38′ 81' Stadelmann 71′ D’Acunto 87′ | Spieltelegramm | 37′ (Penalty) 73′ Aratore 75′ Schuler | Stadion Niedermatten, Wohlen Zuschauer: 850 Schiedsrichter: Fähndrich |

| 29. September 2013, 16:00 Uhr 10. Runde | FC Winterthur                                   | 1:3            | FC Vaduz                                                               | Stadion Schützenwiese, Winterthur Zuschauer: 2'500 Schiedsrichter: Huwiler |
| 29. September 2013, 16:00 Uhr 10. Runde | D’Angelo 16′ Mesonero 63′ Iten 73′ N. Zuffi 78′ | Spieltelegramm | 7′ Neumayr 20′ Cecchini 52′ Kaufmann 71′ Sutter 76′ Sara 90′ Muntwyler | Stadion Schützenwiese, Winterthur Zuschauer: 2'500 Schiedsrichter: Huwiler |

| 5. Oktober 2013, 17:45 Uhr 11. Runde | FC Wil                                              | 6:3            | FC Winterthur                                                | IGP Arena, Wil Zuschauer: 1'410 Schiedsrichter: Jancevski |
| 5. Oktober 2013, 17:45 Uhr 11. Runde | Audino 3′ 68′ 82′ Brown 16′ Baumann 32′ Platero 25′ | Spieltelegramm | 18′ Marchesano 18′ Iten 22′ Aratore 61′ Baumann 87′ Bengondo | IGP Arena, Wil Zuschauer: 1'410 Schiedsrichter: Jancevski |

| 19. Oktober 2013, 17:45 Uhr 12. Runde | FC Winterthur                                        | 3:2            | FC Lugano                                                    | Stadion Schützenwiese, Winterthur Zuschauer: 2'100 Schiedsrichter: Schärer |
| 19. Oktober 2013, 17:45 Uhr 12. Runde | Aratore 5′ Sereinig 10′ Bengondo 66′ Simijonovic 83′ | Spieltelegramm | 26′ 34′ Sabbatini 53′ Markaj 64′ Guarino 65′ Sadiku 84′ Luiz | Stadion Schützenwiese, Winterthur Zuschauer: 2'100 Schiedsrichter: Schärer |

| 28. Oktober 2013, 19:45 13. Runde | Servette Genf                             | 1:0            | FC Winterthur                       | Stade de Genève, Lancy Zuschauer: 4'155 Schiedsrichter: Superczynski |
| 28. Oktober 2013, 19:45 13. Runde | Tréand 22′ Pasche 68′ Roux 71′ Routis 91′ | Spieltelegramm | 64′ D’Angelo 78′ Sereinig 92′ Pacar | Stade de Genève, Lancy Zuschauer: 4'155 Schiedsrichter: Superczynski |

| 2. November 2013, 17:45 Uhr 14. Runde | FC Locarno                   | 1:4            | FC Winterthur                                                                     | Stadio Lido, Locarno Zuschauer: 490 Schiedsrichter: San |
| 2. November 2013, 17:45 Uhr 14. Runde | Monighetti 28′ Hassell 45+1′ | Spieltelegramm | 25′ (Penalty) 57′ Bengondo 55′ Marchesano 64′ 90+3′ Freuler 88′ Gianluca D’Angelo | Stadio Lido, Locarno Zuschauer: 490 Schiedsrichter: San |

| 25. November 2013, 19:45 Uhr 15. Runde | FC Winterthur               | 2:0            | FC Schaffhausen        | Stadion Schützenwiese, Winterthur Zuschauer: 1'900 Schiedsrichter: Superczynski |
| 25. November 2013, 19:45 Uhr 15. Runde | Pacar 5′ Marchesano 59′ 72′ | Spieltelegramm | 30′ Ndzomo 79′ Mangold | Stadion Schützenwiese, Winterthur Zuschauer: 1'900 Schiedsrichter: Superczynski |

| 2. Dezember 2013, 19:45 Uhr 16. Runde | FC Winterthur            | 1:0            | FC Biel      | Stadion Schützenwiese, Winterthur Zuschauer: 1'500 Schiedsrichter: Huwiler |
| 2. Dezember 2013, 19:45 Uhr 16. Runde | Bengondo 85′ Schuler 89′ | Spieltelegramm | 47′ Di Nardo | Stadion Schützenwiese, Winterthur Zuschauer: 1'500 Schiedsrichter: Huwiler |

| 7. Dezember 2013, 17:45 Uhr 17. Runde | FC Chiasso                                         | 1:0            | FC Winterthur                           | Stadio Comunale, Chiasso Zuschauer: 500 Schiedsrichter: Jancevski |
| 7. Dezember 2013, 17:45 Uhr 17. Runde | Djuric 39′ Reclari 69′ Adailton 69′ Varvelli 90+1′ | Spieltelegramm | 17′ Marchesano 31′ Baumann 90′ D’Angelo | Stadio Comunale, Chiasso Zuschauer: 500 Schiedsrichter: Jancevski |

| 10. Dezember 2013, 16:00 Uhr 18. Runde | FC Winterthur                        | 1:0            | FC Wohlen                    | Stadion Schützenwiese, Winterthur Zuschauer: 1'000 Schiedsrichter: Gut |
| 10. Dezember 2013, 16:00 Uhr 18. Runde | Marchesano 19′ Leite 23′ Schuler 71′ | Spieltelegramm | 44′ Nikic 55′ Lika 87′ Paiva | Stadion Schützenwiese, Winterthur Zuschauer: 1'000 Schiedsrichter: Gut |

#### Rückrunde
| 2. Februar 2014, 15:00 Uhr 19. Runde | FC Wil                                 | 1:0            | FC Winterthur                         | IGP Arena, Wil Zuschauer: 1'750 Schiedsrichter: Amhof |
| 2. Februar 2014, 15:00 Uhr 19. Runde | Platero 41′ Brown 45+1′ Holenstein 55′ | Spieltelegramm | 33′ N. Zuffi 43′ 80' Schuler 88′ Iten | IGP Arena, Wil Zuschauer: 1'750 Schiedsrichter: Amhof |

| 9. Februar 2014, 15:00 Uhr 20. Runde | FC Winterthur                           | 2:1            | FC Locarno                                  | Stadion Schützenwiese, Winterthur Zuschauer: 1'400 Schiedsrichter: Pache |
| 9. Februar 2014, 15:00 Uhr 20. Runde | Freuler 47′ Monighetti 53′ D’Angelo 81′ | Spieltelegramm | 36′ 49′ Hassell 51′ Hreidarsson 62′ Regazzi | Stadion Schützenwiese, Winterthur Zuschauer: 1'400 Schiedsrichter: Pache |

| 16. Februar 2014, 15:00 Uhr 21. Runde | FC Winterthur                                                              | 2:2            | FC Biel                            | Stadion Schützenwiese, Winterthur Zuschauer: 1'400 Schiedsrichter: Gut |
| 16. Februar 2014, 15:00 Uhr 21. Runde | Baumann 6′ Kuzmanovic 8′ Grether 76′ Bengondo 86′ Patrik Schuler 90′ 90+3′ | Spieltelegramm | 42′ Safari 49′ Corbaz 75′ Salamand | Stadion Schützenwiese, Winterthur Zuschauer: 1'400 Schiedsrichter: Gut |

| 24. Februar 2014, 19:45 Uhr 22. Runde | FC Lugano                      | 1:0            | FC Winterthur | Stadio Cornaredo, Lugano Zuschauer: 1'428 Schiedsrichter: Superczynski |
| 24. Februar 2014, 19:45 Uhr 22. Runde | Luiz 6′ 56′ Urbano 67′ Dubajic | Spieltelegramm | 20′ Aratore   | Stadio Cornaredo, Lugano Zuschauer: 1'428 Schiedsrichter: Superczynski |

| 1. März 2014, 17:00 Uhr 23. Runde | FC Wohlen                                                    | 1:0            | FC Winterthur    | Stadion Niedermatten, Wohlen Zuschauer: 850 Schiedsrichter: Schnyder |
| 1. März 2014, 17:00 Uhr 23. Runde | Sacirovic 34′ Ramizi 47′ Rapp 64′ Kakoko 87′ 90+2' Paiva 90′ | Spieltelegramm | Kuzmanovic 90+4′ | Stadion Niedermatten, Wohlen Zuschauer: 850 Schiedsrichter: Schnyder |

| 10. März 2014, 19:45 Uhr 24. Runde | FC Winterthur         | 1:1            | FC Schaffhausen                             | Stadion Schützenwiese, Winterthur Zuschauer: 2'400 Schiedsrichter: Gut |
| 10. März 2014, 19:45 Uhr 24. Runde | Elmer 50′ Aratore 52′ | Spieltelegramm | 47′ Rossini 60′ Ndzomo 63′ Buqaj 88′ Büchel | Stadion Schützenwiese, Winterthur Zuschauer: 2'400 Schiedsrichter: Gut |

| 16. März 2014, 15:00 Uhr 25. Runde | FC Winterthur                                      | 3:1            | FC Vaduz   | Stadion Schützenwiese, Winterthur Zuschauer: 2'400 Schiedsrichter: Fähndrich |
| 16. März 2014, 15:00 Uhr 25. Runde | Paulinho 36′ Krasniqi 75′ Bengondo 81′ Aratore 89′ | Spieltelegramm | 50′ Hasler | Stadion Schützenwiese, Winterthur Zuschauer: 2'400 Schiedsrichter: Fähndrich |

| 23. März 2014, 15:00 Uhr 26. Runde | Servette Genf | 0:0            | FC Winterthur                                        | Stade de Genève, Lancy Zuschauer: 2'215 Schiedsrichter: Superczynski |
| 23. März 2014, 15:00 Uhr 26. Runde | Doumbia 89′   | Spieltelegramm | 36′ Kuzmanovic 56′ Tighazoui 67′ D’Angelo 90+1′ Iten | Stade de Genève, Lancy Zuschauer: 2'215 Schiedsrichter: Superczynski |

| 29. März 2014, 19:00 Uhr 27. Runde | FC Winterthur                                                    | 1:1            | FC Chiasso                | Stadion Schützenwiese, Winterthur Zuschauer: 1'700 Schiedsrichter: Huwiler |
| 29. März 2014, 19:00 Uhr 27. Runde | Bengondo 44′ Schuler 46′ D’Angelo 50′ Aratore 57′ Marchesano 88′ | Spieltelegramm | 77′ Djuric 90+3′ Adailton | Stadion Schützenwiese, Winterthur Zuschauer: 1'700 Schiedsrichter: Huwiler |

| 7. April 2014, 19:45 Uhr 28. Runde | FC Schaffhausen                                     | 2:0            | FC Winterthur            | Stadion Breite, Schaffhausen Zuschauer: 3'033 Schiedsrichter: Gut |
| 7. April 2014, 19:45 Uhr 28. Runde | Schnorf 7′ 40′ Vonlanthen 67′ (Penalty) Mangold 85′ | Spieltelegramm | 58′ D’Angelo 69′ Baumann | Stadion Breite, Schaffhausen Zuschauer: 3'033 Schiedsrichter: Gut |

| 13. April 2014, 15:00 Uhr 29. Runde | FC Vaduz                                | 3:2            | FC Winterthur                                                                       | Rheinpark Stadion, Vaduz Zuschauer: 2'276 Schiedsrichter: Superczynski |
| 13. April 2014, 15:00 Uhr 29. Runde | Ryong 12′ 23′ Burgmeier 42′ Ciccone 78′ | Spieltelegramm | 17′ N. Zuffi 36′ Baumann 54′ Aratore 81′ (Penalty) Bengondo 90′ Schuler 90+3′ Cicek | Rheinpark Stadion, Vaduz Zuschauer: 2'276 Schiedsrichter: Superczynski |

| 17. April 2014, 19:45 Uhr 30. Runde | FC Winterthur                       | 0:0            | FC Wil              | Stadion Schützenwiese, Winterthur Zuschauer: 2'200 Schiedsrichter: Jaccottet |
| 17. April 2014, 19:45 Uhr 30. Runde | Elmer 59′ Schuler 64′ Aratore 90+4′ | Spieltelegramm | 41′ Brown 90+3′ Cha | Stadion Schützenwiese, Winterthur Zuschauer: 2'200 Schiedsrichter: Jaccottet |

| 26. April 2014, 17:00 Uhr 31. Runde | FC Winterthur         | 0:1            | FC Lugano                  | Stadion Schützenwiese, Winterthur Zuschauer: 2'000 Schiedsrichter: Erlachner |
| 26. April 2014, 17:00 Uhr 31. Runde | D’Angelo 28′ Iten 81′ | Spieltelegramm | 58′ Rey 61′ Luiz 82′ Basic | Stadion Schützenwiese, Winterthur Zuschauer: 2'000 Schiedsrichter: Erlachner |

| 3. Mai 2014, 17:00 Uhr 32. Runde | FC Locarno                                                               | 2:2            | FC Winterthur                            | Stadio Lido, Locarno Zuschauer: 470 Schiedsrichter: Jancevski |
| 3. Mai 2014, 17:00 Uhr 32. Runde | Pignalberi 28′ Hassell 30′ Osella 34′ Zarkovic 72′ 90+2' Magghetti 90+1′ | Spieltelegramm | 4′ 29' Akanji 26′ Aratore 90+1′ Paulinho | Stadio Lido, Locarno Zuschauer: 470 Schiedsrichter: Jancevski |

| 7. Mai 2014, 19:45 Uhr 33. Runde | FC Winterthur                                                         | 1:2            | Servette Genf                                                | Stadion Schützenwiese, Winterthur Zuschauer: 1'500 Schiedsrichter: Fähndrich |
| 7. Mai 2014, 19:45 Uhr 33. Runde | Aratore 12′ 87′ Paulinho 32′ Kuzmanovic 34′ N. Zuffi 53′ D’Angelo 62′ | Spieltelegramm | 35′ (Penalty) Marazzi 37′ Roux 62′ Bua 87′ Pasche 90′ Bytyqi | Stadion Schützenwiese, Winterthur Zuschauer: 1'500 Schiedsrichter: Fähndrich |

| 10. Mai 2014, 17:30 Uhr 34. Runde | FC Chiasso             | 0:0            | FC Winterthur                                  | Stadio Comunale Zuschauer: 700 Schiedsrichter: Al-Kuwari |
| 10. Mai 2014, 17:30 Uhr 34. Runde | Djuric 60′ Berisha 85′ | Spieltelegramm | 43′ D’Acunto 47′ Grether 81′ Iten 87′ Mesonero | Stadio Comunale Zuschauer: 700 Schiedsrichter: Al-Kuwari |

| 14. Mai 2014, 18:30 Uhr 35. Runde | FC Winterthur | 0:2            | FC Wohlen                     | Stadion Schützenwiese, Winterthur Zuschauer: 1'100 Schiedsrichter: Bieri |
| 14. Mai 2014, 18:30 Uhr 35. Runde | Schuler 76′   | Spieltelegramm | 42′ Kakoko 48′ Paiva 60′ Rapp | Stadion Schützenwiese, Winterthur Zuschauer: 1'100 Schiedsrichter: Bieri |

| 17. Mai 2014, 17:30 Uhr 36. Runde | FC Biel                       | 2:2            | FC Winterthur              | Stadion Gurzelen, Biel Zuschauer: 740 Schiedsrichter: Huwiler |
| 17. Mai 2014, 17:30 Uhr 36. Runde | Karlen 50′ 77′ Challandes 55′ | Spieltelegramm | 18′ Kuzmanovic 89′ Schuler | Stadion Gurzelen, Biel Zuschauer: 740 Schiedsrichter: Huwiler |

### Schweizer Cup
| 17. August 2013, 17:30 Uhr 1. Runde | SC Brühl St. Gallen                                                     | 1:0 n. P.      | FC Winterthur                                                      | Paul-Grüninger-Stadion, St. Gallen Zuschauer: 1'050 Schiedsrichter: Bianchi |
| 17. August 2013, 17:30 Uhr 1. Runde | Bushati 50′ Nguyen 110′ De Freitas De Oliveira Sabani Nguyen Tranquilli | Spieltelegramm | 71′ Bengondo 90+2′ D’Angelo Sereinig Baumann Aratore Pacar Freuler | Paul-Grüninger-Stadion, St. Gallen Zuschauer: 1'050 Schiedsrichter: Bianchi |

## Statistik

### Teamstatistik
| Wettbewerb       | Punkte | daheim | daheim | daheim | daheim | daheim | auswärts | auswärts | auswärts | auswärts | auswärts | Total | Total | Total | Total | Total | Tordifferenz |
| Wettbewerb       | Punkte | Sp     | G      | U      | N      | TV     | Sp       | G        | U        | N        | TV       | Sp    | G     | U     | N     | TV    | Tordifferenz |
| ---------------- | ------ | ------ | ------ | ------ | ------ | ------ | -------- | -------- | -------- | -------- | -------- | ----- | ----- | ----- | ----- | ----- | ------------ |
| Challenge League | 42     | 18     | 8      | 5      | 5      | 24:21  | 18       | 3        | 4        | 11       | 21:29    | 36    | 11    | 9     | 16    | 45:50 | −5           |
| Schweizer Cup    | –      | 0      | 0      | 0      | 0      | 0:0    | 1        | 0        | 1        | 0        | 3:1      | 1     | 0     | 1     | 0     | 0:0   | 0            |
| Total            | –      | 18     | 8      | 5      | 5      | 24:21  | 19       | 3        | 5        | 4        | 21:29    | 37    | 11    | 10    | 16    | 45:50 | −5           |

### Saisonverlauf
| Spieltag | 1 | 2 | 3 | 4 | 5 | 6 | 7 | 8 | 9 | 10 | 11 | 12 | 13 | 14 | 15 | 16 | 17 | 18 | 19 | 20 | 21 | 22 | 23 | 24 | 25 | 26 | 27 | 28 | 29 | 30 | 31 | 32 | 33 | 34 | 35 | 36 |
| -------- | - | - | - | - | - | - | - | - | - | -- | -- | -- | -- | -- | -- | -- | -- | -- | -- | -- | -- | -- | -- | -- | -- | -- | -- | -- | -- | -- | -- | -- | -- | -- | -- | -- |
| Spielort | A | A | H | H | A | A | H | H | A | H  | A  | H  | A  | A  | H  | H  | A  | H  | A  | H  | H  | A  | A  | H  | H  | A  | H  | A  | A  | H  | H  | A  | H  | A  | H  | A  |
| Resultat | N | N | S | S | N | S | N | U | S | N  | N  | S  | N  | S  | S  | S  | N  | S  | N  | S  | U  | N  | N  | U  | S  | U  | U  | N  | N  | U  | N  | U  | N  | U  | N  | U  |
| Platz    | 7 | 9 | 8 | 5 | 6 | 6 | 6 | 7 | 4 | 6  | 6  | 6  | 6  | 6  | 5  | 5  | 5  | 5  | 5  | 5  | 5  | 5  | 5  | 5  | 5  | 6  | 6  | 6  | 6  | 6  | 6  | 6  | 6  | 6  | 6  | 6  |

Quelle: Saison-Archiv Challenge League – Detailrangliste 2013/14. Swiss Football League, abgerufen am 12. Februar 2017.
Legende: Spielort: H = Heim; A = Auswärts. Resultat: S = Sieg; U = Unentschieden; N = Niederlage

### Spielerstatistik
| Spieler             | Challenge League | Challenge League | Challenge League | Challenge League | Schweizer Cup | Schweizer Cup | Schweizer Cup | Schweizer Cup | Total    | Total | Total       | Total      |
| Spieler             | Einsätze         | Tore             | Gelbe Karte      | Rote Karte       | Einsätze      | Tore          | Gelbe Karte   | Rote Karte    | Einsätze | Tore  | Gelbe Karte | Rote Karte |
| ------------------- | ---------------- | ---------------- | ---------------- | ---------------- | ------------- | ------------- | ------------- | ------------- | -------- | ----- | ----------- | ---------- |
| Manuel Akanji       | 2                | 0                | 0                | 1                | 0             | 0             | 0             | 0             | 2        | 0     | 0           | 1          |
| Marco Aratore       | 35               | 14               | 4                | 0                | 1             | 0             | 0             | 0             | 36       | 14    | 4           | 0          |
| Patrik Baumann      | 26               | 1                | 7                | 0                | 1             | 0             | 0             | 0             | 27       | 1     | 7           | 0          |
| Mario Budimir       | 1                | 0                | 0                | 0                | 1             | 0             | 1             | 0             | 2        | 0     | 1           | 0          |
| Patrick Bengondo    | 32               | 9                | 4                | 1                | 0             | 0             | 0             | 0             | 32       | 9     | 4           | 1          |
| Tunahan Çiçek       | 4                | 0                | 1                | 0                | 0             | 0             | 0             | 0             | 4        | 0     | 1           | 0          |
| Davide D’Acunto     | 10               | 1                | 1                | 0                | 0             | 0             | 0             | 0             | 10       | 1     | 1           | 0          |
| Gianluca D’Angelo   | 28               | 0                | 13               | 1                | 1             | 0             | 1             | 0             | 29       | 0     | 14          | 1          |
| Ariel Abed Dakouri  | 3                | 0                | 0                | 0                | 0             | 0             | 0             | 0             | 3        | 0     | 0           | 0          |
| Jonas Elmer         | 18               | 0                | 2                | 0                | 0             | 0             | 0             | 0             | 18       | 0     | 2           | 0          |
| Sawwas Exouzidis    | 4                | 0                | 0                | 0                | 0             | 0             | 0             | 0             | 4        | 0     | 0           | 0          |
| Remo Freuler        | 21               | 3                | 2                | 0                | 1             | 0             | 0             | 0             | 22       | 3     | 2           | 0          |
| Simon Grether       | 21               | 0                | 2                | 0                | 1             | 0             | 0             | 0             | 22       | 0     | 2           | 0          |
| Kevin Hediger       | 0                | 0                | 0                | 0                | 0             | 0             | 0             | 0             | 0        | 0     | 0           | 0          |
| Stefan Iten         | 20               | 0                | 8                | 0                | 1             | 0             | 0             | 0             | 21       | 0     | 8           | 0          |
| Genc Krasniqi       | 16               | 1                | 0                | 0                | 0             | 0             | 0             | 0             | 16       | 1     | 0           | 0          |
| Kristian Kuzmanovic | 26               | 5                | 4                | 0                | 1             | 0             | 0             | 0             | 27       | 5     | 4           | 0          |
| Christian Leite     | 21               | 0                | 1                | 0                | 0             | 0             | 0             | 0             | 21       | 0     | 1           | 0          |
| Antonio Marchesano  | 23               | 2                | 5                | 0                | 0             | 0             | 0             | 0             | 23       | 2     | 5           | 0          |
| Simon Mesonero      | 7                | 1                | 1                | 0                | 0             | 0             | 0             | 0             | 7        | 1     | 1           | 0          |
| Matthias Minder     | 0                | 0                | 0                | 0                | 0             | 0             | 0             | 0             | 0        | 0     | 0           | 0          |
| Janko Pacar         | 29               | 1                | 1                | 1                | 1             | 0             | 0             | 0             | 30       | 1     | 1           | 1          |
| Paulinho            | 16               | 0                | 3                | 0                | 0             | 0             | 0             | 0             | 16       | 0     | 3           | 0          |
| Luca Radice         | 18               | 1                | 0                | 0                | 1             | 0             | 0             | 0             | 19       | 1     | 0           | 0          |
| Tobias Schättin     | 0                | 0                | 0                | 0                | 0             | 0             | 0             | 0             | 0        | 0     | 0           | 0          |
| Patrik Schuler      | 29               | 4                | 6                | 2                | 1             | 0             | 0             | 0             | 30       | 4     | 6           | 2          |
| Daniel Sereinig     | 18               | 1                | 1                | 0                | 1             | 0             | 0             | 0             | 19       | 1     | 1           | 0          |
| Denis Simijonovic   | 9                | 0                | 1                | 0                | 1             | 0             | 0             | 0             | 10       | 0     | 1           | 0          |
| Sascha Studer       | 15               | 0                | 0                | 0                | 1             | 0             | 0             | 0             | 16       | 0     | 0           | 0          |
| Amin Tighazoui      | 8                | 0                | 1                | 0                | 0             | 0             | 0             | 0             | 8        | 0     | 1           | 0          |
| Nicola Zuffi        | 12               | 0                | 4                | 0                | 0             | 0             | 0             | 0             | 12       | 0     | 4           | 0          |